# Kukmák okázalý
Kukmák okázalý (Volvariella gloiocephala) je druh hub z čeledi štítkovitých.

## Synonyma
- kukmák slizohlavý
- Pošvovec obyčajný (slovensky)

## Výskyt
Roste od května do října na zahradách, v parcích nebo na okrajích lesů.

## Popis
Roste z pochvy, nemá límeček jako muchomůrky.
Vůně připomíná křen.